# Eleven Sports Network
Eleven Sports Network is een bedrijf dat sportgerelateerde televisiekanalen beheert. Het is gevestigd in het Verenigd Koninkrijk en is eigendom van Andrea Radrizzani van het Italiaanse sportmarketingbureau MP & Silva en The Channel Company. Het bedrijf exploiteert lineaire televisie en digitale diensten in België, Luxemburg, Polen, Portugal, Singapore, Taiwan, Italië en de Verenigde Staten.
Het bedrijfsmodel van het netwerk richt zich voornamelijk op de verwerving van "tier 1" sportrechten in kleinere "tier 2"-markten.

## Geschiedenis
In februari 2016 verwierf Eleven Sports Poolse rechten op de Formule 1. In juli 2016 verwierf Eleven Sports de rechten van de Engelse Premier League voor Taiwan.
Op 16 maart 2017 kondigde Eleven Sports aan dat het 'bepaalde distributie-activa' van het Amerikaanse sportzender 'One World Sports' had overgenomen.

### Belgisch voetbal
Eleven verwierf in 2020 de uitzendrechten van de Eerste Klasse A, Eerste Klasse B, Super League (vrouwenvoetbal), Supercup en eProLeague. Het richtte onder het mom van 'Home of Belgian football' drie nieuwe kanalen op: Eleven Pro League 1, 2 en 3. De drie kanalen komen bovenop de traditionele drie kanalen van Eleven in België. Alle zes zenders zijn online beschikbaar bij Eleven zelf en bij verscheidene Vlaamse en Waalse aanbieders.
| Regio              | Aanbieder     | Kanalen                         |
| ------------------ | ------------- | ------------------------------- |
| Vlaanderen Brussel | Telenet       | Eleven Sports Eleven Pro League |
| Vlaanderen Brussel | Proximus      | Eleven Sports Eleven Pro League |
| Vlaanderen Brussel | Scarlet       | Eleven Sports Eleven Pro League |
| Vlaanderen Brussel | Orange        | Eleven Sports Eleven Pro League |
| Vlaanderen Brussel | TV Vlaanderen | Eleven Sports Eleven Pro League |
| Wallonië Brussel   | VOO           | Eleven Sports Eleven Pro League |
| Wallonië Brussel   | Proximus      | Eleven Sports Eleven Pro League |
| Wallonië Brussel   | Scarlet       | Eleven Sports Eleven Pro League |
| Wallonië Brussel   | Orange        | Eleven Sports Eleven Pro League |
| Wallonië Brussel   | TéléSAT       | Eleven Sports Eleven Pro League |
| Wallonië Brussel   | SFR Belux     | Eleven Sports Eleven Pro League |

In 2022 werd aangekondigd dat DAZN Eleven Sports Networks zou overnemen.